# Cuádruple Alianza (420 a. C.)
La Cuádruple Alianza del 420 a. C. fue un pacto defensivo conseguido por Alcibíades, sobrino de Pericles, cuando ya era strategos de Atenas, con las ciudades de Argos, Élide y Mantinea. Este pacto se realizó en el contexto de la anterior Paz de Nicias del año 421 a. C., con la que terminaba la guerra arquidámica (431 - 421 a. C.). Se conformó entre las polis griegas mencionadas por la tensión existente entre la zona de influencia de la Liga del Peloponeso y la de la Liga Ático-Délica, generando una alarma en Esparta y Corinto, ante la sensación de preparación ateniense para una segunda guerra abierta entre las dos potencias, debido a la fragilidad de la Paz de Nicias.

## Antecedentes
La guerra arquidámica fue muy dura para ambas potencias, espartana y ateniense, y sus respectivos aliados. En la Liga de Delos, la endemia de peste sufrida en la ciudad de Atenas en el momento de la primera invasión espartana de la península Ática (430 a. C.) se había transmitido a ciudades aliadas debido al desplazamiento de guarniciones, y también habían sufrido graves episodios bélicos como el asedio de Platea. Mientras tanto, en la Liga del Peloponeso, que también había sufrido algunos reveses militares graves en las batallas de Pilos y Esfacteria, se había generado inestabilidad adicional a causa de una rebelión de ilotas, esclavos espartanos. 
A partir del 424 a. C. aparecieron nuevos escenarios de operaciones: los atenienses habían ocupado la isla de Citera, desde donde podían amenazar el Peloponeso. En Beocia, sin embargo, los atenienses fueron derrotados en la batalla de Delio. Por otra parte, en la región de la Calcídica, el espartano Brásidas obtuvo una serie de victorias que sumirían la moral ateniense. Esta desmoralización, junto a la disminución de reservas económicas y el temor a seguir perdiendo aliados, por parte ateniense, y la necesidad de recuperar prisioneros, la amenaza que suponía la ocupada isla de Citera y la necesidad de evitar nuevas rebeliones de ilotas, por parte espartana, fueron factores que condujeron a acordar la Paz de Nicias en el 421 a. C.

## Miembros del tratado
Algunos años antes de la guerra del Peloponeso, hacia el 461 a. C., Argos había firmado una alianza con Atenas pero se mantuvo neutral durante los primeros diez años de la guerra porque hacia 451 o 450 a. C. había acordado una tregua de treinta años con Esparta. Esta tregua ahora estaba llegando a su fin y, aunque los argivos aspiraban a que su ciudad tuviera la supremacia en el Peloponeso, las noticias de que los espartanos habían llegado a un pacto con los beocios y el temor a quedar aislados les decidió a enviar embajadores a Esparta para renovar la tregua. Sin embargo, la llegada de Alcibíades con la propuesta de la cuádruple alianza desde Atenas, les inclinó a aceptar dicha alianza dado que consideraban que en caso de guerra los atenienses les serían leales dada sus relaciones amistosas desde tiempos antiguos, así como que el gobierno de ambas ciudades era un sistema democrático y además apreciaban su poderío en el mar.
Con respecto a Mantinea, también tenía un régimen democrático y por ello, ya antes de la propuesta ateniense, se había aliado con Argos. Anteriormente había estado aliada con Esparta, pero después de la guerra que habían tenido contra Tegea, firme aliada de Esparta y de régimen oligárquico, los mantineos temían que los espartanos les despojasen del dominio sobre una buena parte de la región de Arcadia que tenían. Después de esta alianza entre Mantinea y Argos, los lacedemonios enseguida realizaron una campaña militar en la que liberaron la región de Parrasia del dominio de Mantinea.
Élide, por su parte, se había enemistado con Esparta porque los espartanos habían acudido a un arbitraje que había solicitado la ciudad de Lépreo, que al inicio de la guerra del Peloponeso se había negado a pagar tributo al santuario de Zeus de Olimpia. Los eleos no habían aceptado que los lacedemonios arbitraran este conflicto, y por ello había acudido a Lépreo un contingente de hoplitas espartanos. Tras estos sucesos, los eleos habían decidido también aliarse con Argos.
También Corinto había firmado una alianza con Argos, Élide y Mantinea pero esa ciudad no quiso formar parte de la alianza que iba a firmarse con Atenas. Según Tucídides, el motivo era que a los corintios les bastaba la alianza defensiva firmada y no deseaba colaborar en proyectos ofensivos. No obstante, se ha señalado también que los corintios seguían enemistados con los atenienses por el apoyo de estos últimos a Corcira —uno de los detonantes del inicio de la guerra del Peloponeso— y que ante el acuerdo entre democracias que suponía la Cuádruple Alianza, era más natural que la oligarquía corintia se alineara junto a la oligarquía espartana.

## El acuerdo
Poco después de la firma de la Paz de Nicias, ya habían surgido ciertas disensiones entre espartanos y atenienses que habían provocado que un sector de los atenienses desearan rompar el tratado de paz. Así, después de que Alcibíades enviase un emisario a Argos con la propuesta de alianza, acudieron a Atenas embajadores de Argos, Mantinea y Élide. Pese a que el ateniense Nicias fue partidario de intentar mantener las buenas relaciones con Esparta, la falta de acuerdos en las diferencias que habían surgido precipitó la materialización de la Cuádruple Alianza, cuyos términos, según Tucídides, eran los siguientes:    
El pacto tendría una duración de 100 años. En caso de ataque enemigo, se prestarían ayuda y no estaría permitido que ninguna de las ciudades firmantes acordara con el atacante la paz a no ser que todas ellas lo decidieran de manera conjunta. Tampoco se permitiría que ningún ejército hostil atravesara su territorio o el de sus aliados, a no ser por acuerdo conjunto. Asimismo, se estipulaba cómo debía ser el envío de víveres a las tropas de socorro. El mando de las operaciones de guerra correspondería a la ciudad en cuyo territorio se desarrolle la guerra, y en caso de una expedición conjunta el mando correspondería a todas por igual.
El peligro que supuso esta alianza para la Paz de Nicias alarmó a la Liga del Peloponeso y sus principales miembros, Esparta y Corinto. Además, la paradójica situación de este pacto era evidente. Cada una de las potencias vinculadas sostenía otros tratados y pactos con otras ciudades, y la importancia de uno sobre otro no era del todo clara, por lo que se formó una red muy compleja y, sobre todo, frágil. 

## Actividades tras el acuerdo
En los juegos olímpicos de 420 a. C. los eleos impidieron a los lacedemonios participar, tanto en los sacrificios como en las competiciones, alegando que no habían satisfecho una multa que se les había impuesto por el envío de hoplitas a Lépreo. Ante el temor a que esto desencadenada un ataque sobre el santuario, eleos, argivos, mantineos y atenienses enviaron fuerzas para proteger el recinto, pero pese a la tensión existente finalmente no se produjo ningún ataque por parte de los espartanos.
Después de estos juegos, los argivos trataron de que los corintios se unieran a esta cuádruple alianza, pero no se llegó a ningún acuerdo.
En 419 a. C., algunas tropas atenienses y de sus aliados, conducidas por Alcibíades, llegaron a la ciudad de Patras, en Acaya, con el objetivo de que esta ciudad, al igual que la vecina Río, aumentara sus fortificaciones, pero acudieron tropas de Sición, Corinto y otras ciudades a las que perjudicaba esta obra e impidieron que las obras pudieran llevarse a cabo.

## Fin de la alianza
También en el año 419 a. C. se desató un conflicto entre la ciudad de Argos y Epidauro, aliada de Esparta. Esta última organizó una expedición al año siguiente, donde participaron aliados suyos de otras zonas del Peloponeso, Corinto y Beocia, para defender a su aliada, y no solo eso, sino además invadir Argos. Inicialmente Élide y Mantinea acudieron en socorro de Argos, pero en ese momento no se llegó a un enfrentamiento masivo ya que se pactó una tregua con Esparta de cuatro meses. Posteriormente también acudieron los atenienses, que no estuvieron de acuerdo con la tregua pactada y atacaron Orcómeno, junto a los eleos y mantineos, pero sin los argivos. Surgieron a continuación disensiones por la elección del siguiente lugar que atacarían y los eleos se retiraron debido a que no se aceptó su propuesta de dirigirse contra Lépreo. Así, atenienses, argivos y mantineos decidieron ir contra la ciudad de Tegea, en Arcadia, otra aliada de los lacedemonios. Agis II, rey de Esparta, organizó inmediatamente una expedición y devastó el territorio de Mantinea. En la batalla que se desencadenó después en la llanura de Mantinea los lacedemonios derrotaron a argivos, mantineos y atenienses, en la que, según Tucídides, fue «la más grande de las batallas griegas tras mucho tiempo». Esparta reafirmó el prestigio perdido en la guerra arquidámica y su dominación en el Peloponeso, firmando un tratado de paz favorable, con el resultado de una alianza con Argos y Mantinea, aunque en Argos se desencadenaron pocos meses después luchas internas y los partidarios de los espartanos fueron expulsados. En la práctica, los espartanos habían conseguido la disolución de la Cuádruple Alianza.